# 14566 Hokuleʻa
14566 Hokuleʻa eller 1998 MY7 är en asteroid i huvudbältet som upptäcktes den 19 juni 1998 av LONEOS vid Anderson Mesa Station. Den är uppkallad efter den det hawaiianska namnet på stjärnan Arcturus.
Asteroiden har en diameter på ungefär 11 kilometer.